# 로메 협정
로메 협정(Lomé Convention)은 1975년 2월 아프리카 토고Togo)의 수도 로메(Lomé)에서 유럽 경제 공동체와 71개국의 아프리카, 카리브해 및 태평양(ACP)국가들 사이에 체결된 조약이다. EU는 ACP 국가들과의 무역을 통하여 특혜관세의 부과, 원조와 개발을 하는 등 각종 무역상 특혜를 제공하고 있다.

## 같이 보기
- EC 바나나 사건